# Comisión Búlgara para los Topónimos Antárticos

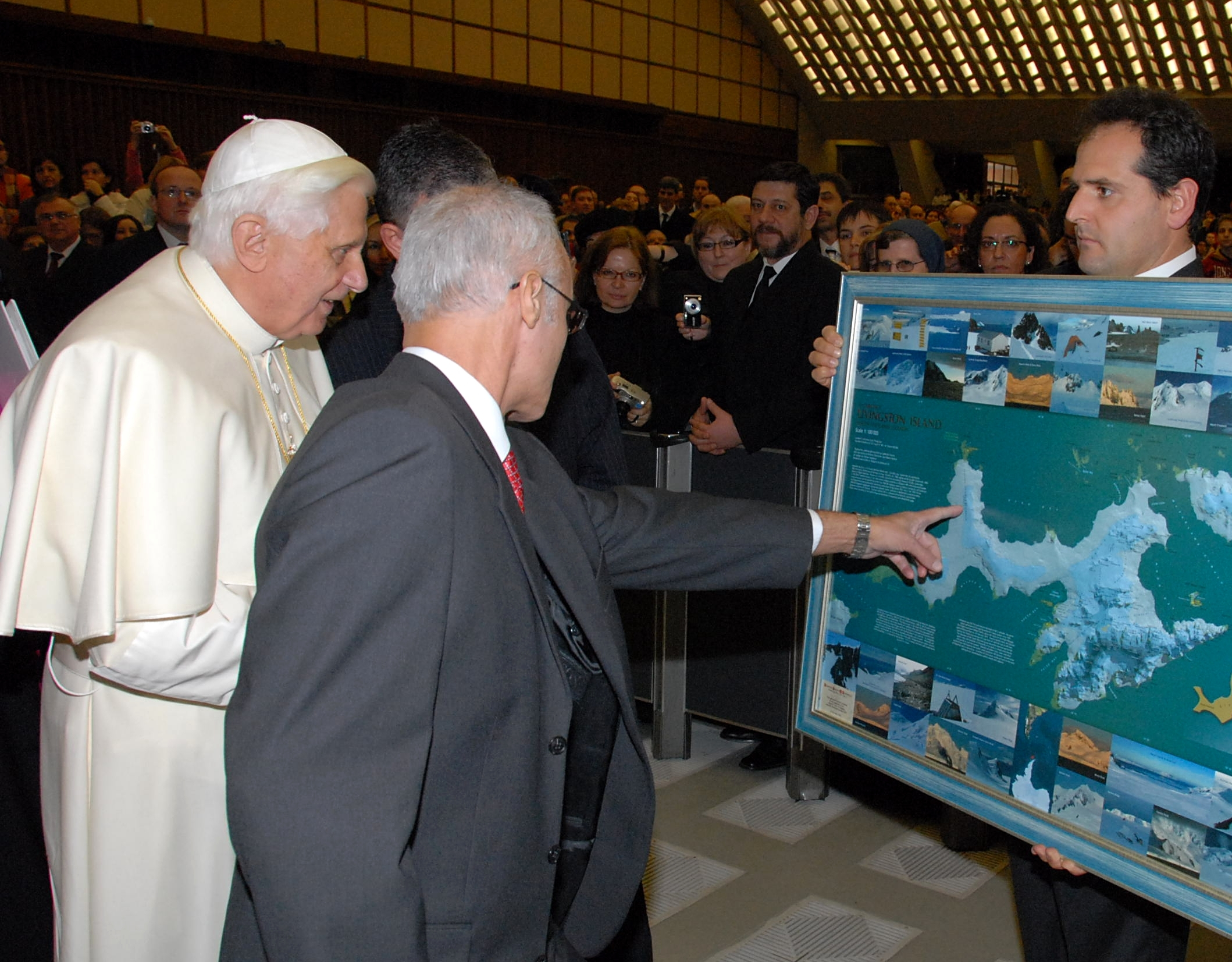
Benedicto XVI observa en 2005 un mapa búlgaro de la isla Livingston.

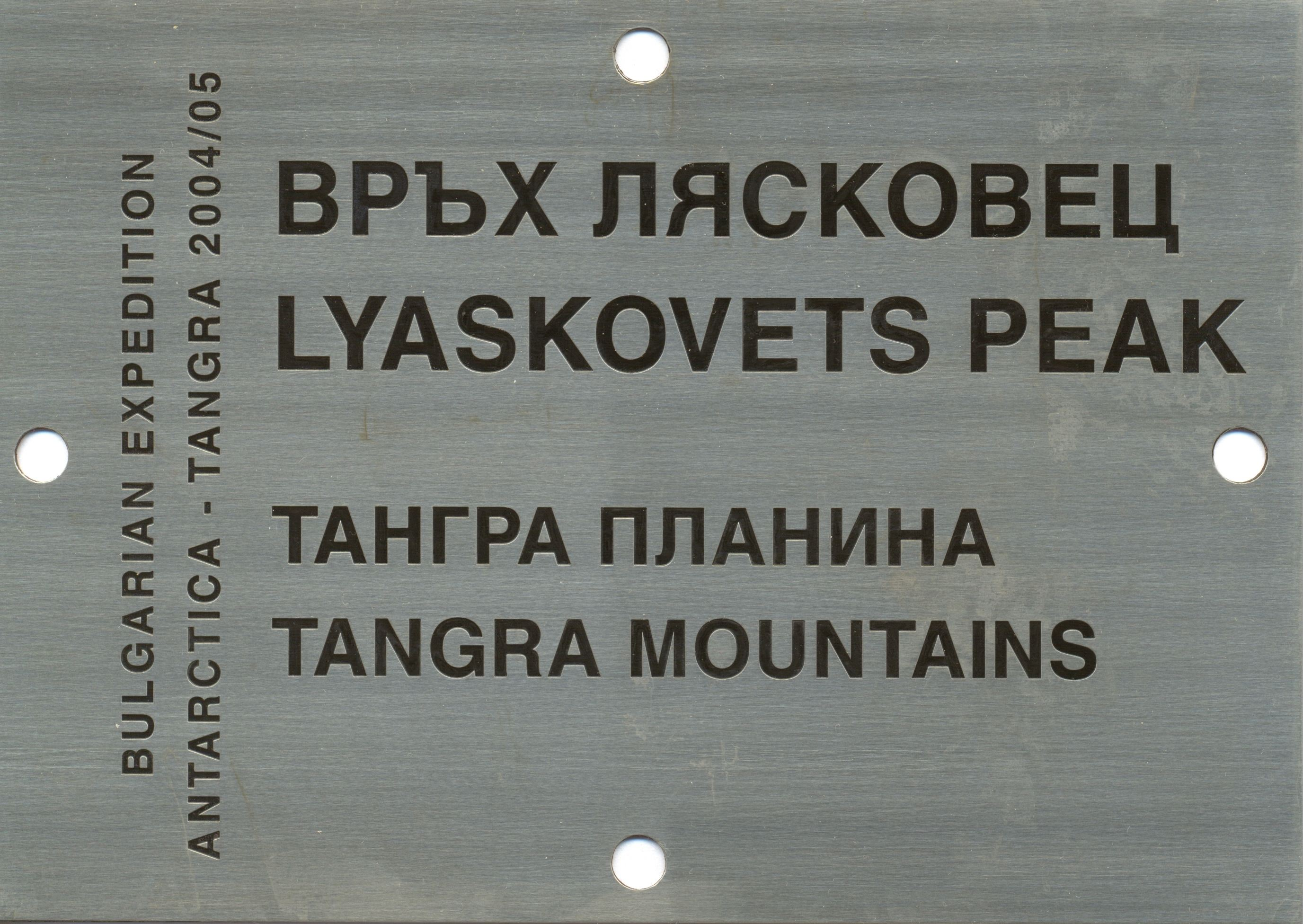
Marcador topográfico aprobado por la Comisión.

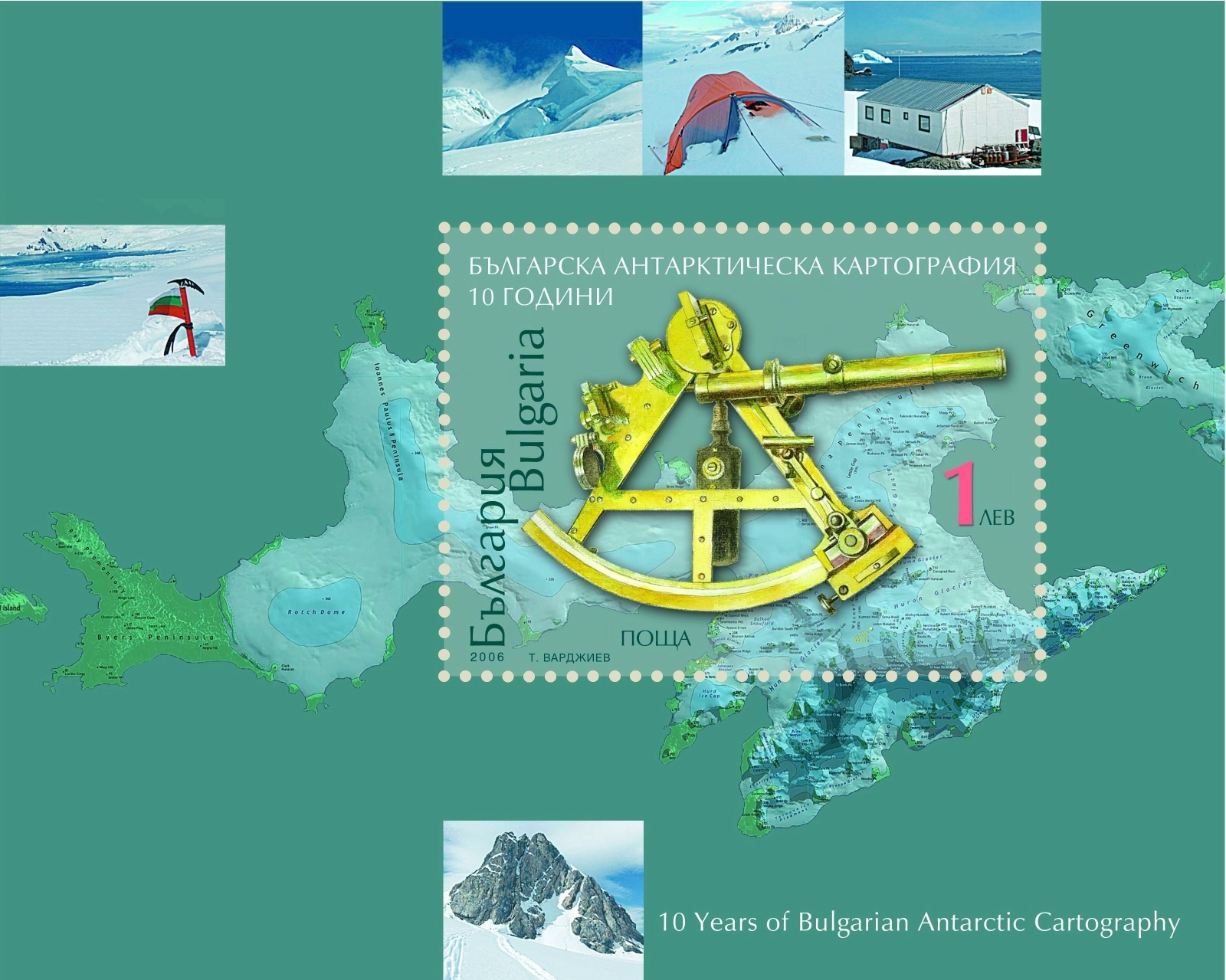
Un sello que conmemora el Décimo Aniversario de la cartografía antártica búlgara al servicio de la Comisión.

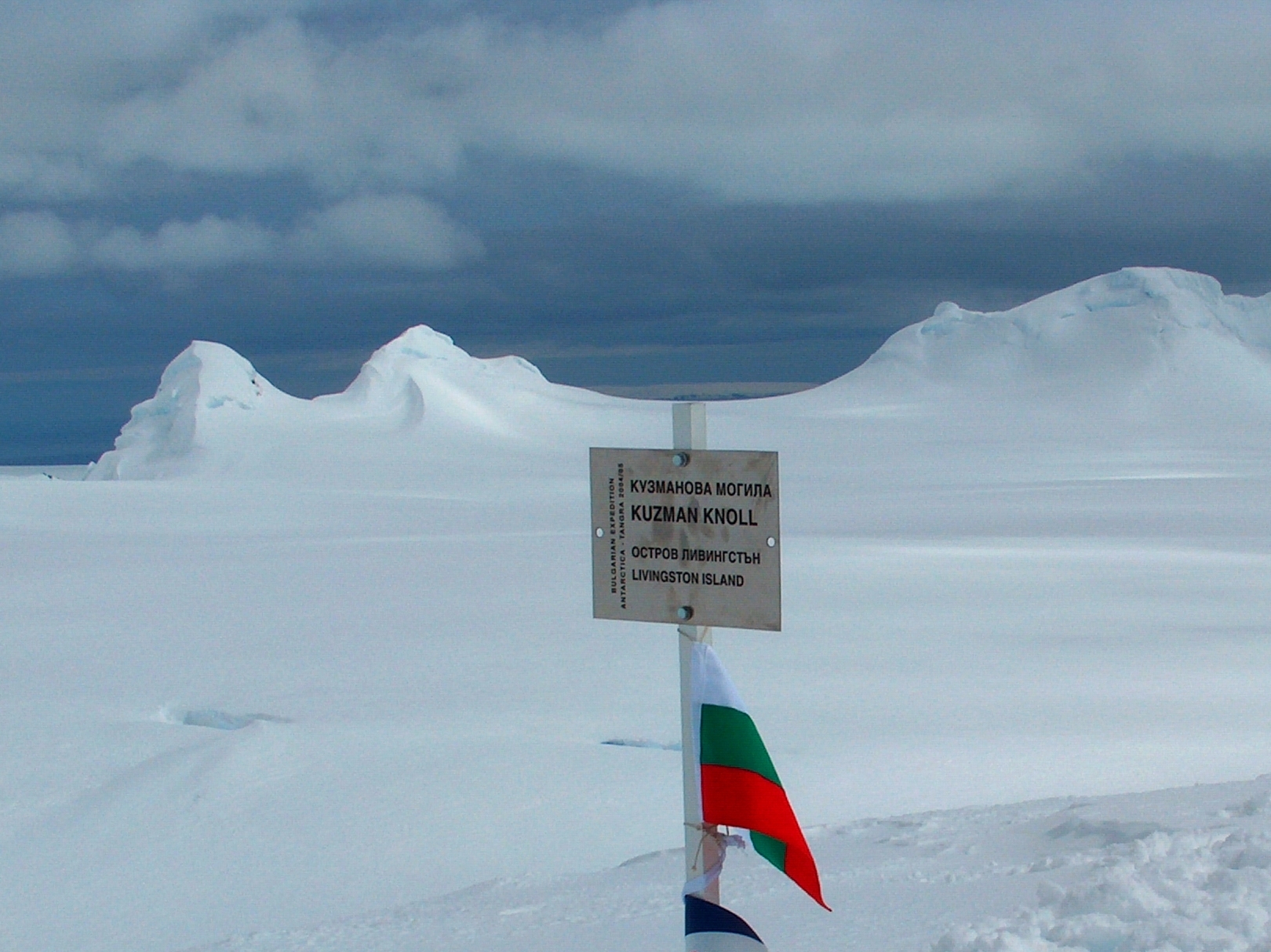
Trabajo sobre el terreno para la Comisión.

La Comisión Búlgara para los Topónimos Antárticos fue establecida por el Instituto Antártico Búlgaro en 1994 y desde 2001 es una institución afiliada al Ministerio de Asuntos Exteriores de Bulgaria. La Comisión aprueba nombres búlgaros para los lugares geográficos en la Antártida, los cuales formalmente son dados por el Presidente de la República según la Constitución de Bulgaria y la práctica internacional establecida.
Los nombres geográficos en la Antártida reflejan la historia y la práctica de exploración antártica. Las naciones implicadas en la investigación antártica dan nuevos nombres a objetos geográficos anónimos para los objetivos de orientación, logística, y de cooperación científica internacional. En 2018 hay alrededor de 19788 topónimos antárticos diferentes, incluyendo 1433 nombres otorgados por Bulgaria. Dado que la base antártica búlgara se sitúa en las Islas Shetland del Sur, la mayoría de los nombres geográficos búlgaros se concentran en esa región.
En 1995 la Comisión desarrolló sus propias Directivas Toponímicas, que en particular introducían el Sistema directo para la romanización del idioma búlgaro que se adoptaría más tarde para su uso oficial en Bulgaria, y finalmente codificado por la Ley de Transliteración de 2009.
El trabajo de la Comisión utiliza la información geográfica y la cartografía lo que resulta des mediciones topográficas en la Antártida, como la investigación de 1995/96 en la Isla Livingston y la expedición topográfica Tangra 2004/05. La Comisión publicaba el primer mapa topográfico búlgaro de Isla Livingston e Isla Greenwich en 2005.
La Comisión Búlgara para los Topónimos Antárticos coopera con otras autoridades nacionales para los topónimos de la Antártida y con el Comité Científico para la Investigación en la Antártida (SCAR). La información detallada para los topónimos antárticos búlgaros se publica regularmente en el sitio web de la Comisión, y también el Índice de los nombres geográficos de la Antártida mantenida por el SCAR.

## Mapas publicados por la Comisión
- Base San Clemente de Ohrid, Isla Livingston, mapa topográfico de escala 1:1000, Proyecto de la Comisión Búlgara para los Topónimos Antárticos, apoyado por el Club Atlántico de Bulgaria y el Instituto Antártico Búlgaro, Sofía, 1996 (El primer mapa topográfico antártico búlgaro) (búlgaro)
- Antarctica: Livingston Island, South Shetland Islands (from English Strait to Morton Strait, with illustrations and ice-cover distribution), 1:100000 scale topographic map, Antarctic Place-names Commission of Bulgaria, Sofia, 2005 (inglés)
- L.L. Ivanov. Antarctica: Livingston Island and Greenwich, Robert, Snow and Smith Islands. Scale 1:120000 topographic map. Troyan: Manfred Wörner Foundation, 2009. ISBN 978-954-92032-6-4